# 斯德望八世
教宗德範八世（拉丁語：Stephanus PP. VIII；？—942年10月）本名不詳，於939年7月14日至942年10月出任教宗。

## 譯名列表
- 见教宗斯德望一世